# 湯口栄蔵
湯口 栄蔵（ゆぐち えいぞう、1945年7月4日 - 2003年2月2日）は、日本の元サッカー選手。選手時代のポジションはミッドフィルダー。大阪府大阪市出身。

## 人物
関西大学在学中から日本代表に入り、大学卒業後はヤンマーディーゼルサッカー部に所属。日本代表として、1968年のメキシコシティオリンピックに出場し銅メダルを獲得した。
国際Aマッチ通算5試合出場、1得点。引退後は近畿大学サッカー部の監督などを務めた。
2003年2月2日、奈良県奈良市で胃癌により死去した。57歳没。

## エピソード
メキシコシティオリンピックの1次リーグ第三戦のスペイン代表戦に、0対0の後半30分から途中出場した。その際、日本代表と同組だったブラジル代表がリードされている状況を知った監督の長沼健が、決勝トーナメント準々決勝で地元メキシコ代表との対戦を避けるため、「点を入れるな。このまま（0対0の）ドローで良い」という指示をピッチ上の選手に与えるために送り出した選手として知られている。

## 所属クラブ
- 明星高等学校
- 関西大学
- 1968年-1972年 ヤンマーディーゼルサッカー部

## 個人成績
| 国内大会個人成績 | 国内大会個人成績 | 国内大会個人成績 | 国内大会個人成績 | 国内大会個人成績 | 国内大会個人成績 | 国内大会個人成績 | 国内大会個人成績 | 国内大会個人成績 | 国内大会個人成績 | 国内大会個人成績 | 国内大会個人成績 |
| 年度             | クラブ           | 背番号           | リーグ           | リーグ戦         | リーグ戦         | リーグ杯         | リーグ杯         | オープン杯       | オープン杯       | 期間通算         | 期間通算         |
| 年度             | クラブ           | 背番号           | リーグ           | 出場             | 得点             | 出場             | 得点             | 出場             | 得点             | 出場             | 得点             |
| 日本             | 日本             | 日本             | 日本             | リーグ戦         | リーグ戦         | -                | -                | 天皇杯           | 天皇杯           | 期間通算         | 期間通算         |
| ---------------- | ---------------- | ---------------- | ---------------- | ---------------- | ---------------- | ---------------- | ---------------- | ---------------- | ---------------- | ---------------- | ---------------- |
| 1968             | ヤンマー         |                  | JSL              |                  |                  | -                | -                |                  |                  |                  |                  |
| 1969             | ヤンマー         |                  | JSL              |                  |                  | -                | -                | -                | -                |                  |                  |
| 1970             | ヤンマー         |                  | JSL              |                  |                  | -                | -                |                  |                  |                  |                  |
| 1971             | ヤンマー         |                  | JSL              | 13               |                  | -                | -                |                  |                  |                  |                  |
| 1972             | ヤンマー         |                  | JSL1部           |                  |                  | -                | -                |                  |                  |                  |                  |
| 通算             | 日本             | 日本             | JSL1部           | 66               | 3                | -                | -                |                  |                  |                  |                  |
| 総通算           | 総通算           | 総通算           | 総通算           | 66               | 3                | -                | -                |                  |                  |                  |                  |

## 代表歴

### 出場大会
- メキシコシティオリンピック（銅メダル）
- 1970 FIFAワールドカップ・アジア・オセアニア予選
- 1970年アジア競技大会におけるサッカー競技

### 試合数
- 国際Aマッチ 5試合 1得点(1969-1970)[2]

| 日本代表 | 国際Aマッチ | 国際Aマッチ | その他 | その他 | 期間通算 | 期間通算 |
| 年       | 出場        | 得点        | 出場   | 得点   | 出場     | 得点     |
| -------- | ----------- | ----------- | ------ | ------ | -------- | -------- |
| 1968     | 0           | 0           | 6      | 1      | 6        | 1        |
| 1969     | 1           | 0           | 8      | 0      | 9        | 0        |
| 1970     | 4           | 1           | 1      | 0      | 5        | 1        |
| 1971     | 0           | 0           | 5      | 0      | 5        | 0        |
| 通算     | 5           | 1           | 20     | 1      | 25       | 2        |

### 出場
| No. | 開催日         | 開催都市 | スタジアム | 対戦相手   | 結果       | 監督       | 大会               |
| --- | -------------- | -------- | ---------- | ---------- | ---------- | ---------- | ------------------ |
| 1.  | 1969年10月18日 | ソウル   |            | 韓国       | ●0-2       | 長沼健     | ワールドカップ予選 |
| 2.  | 1970年12月10日 | バンコク |            | マレーシア | ○1-0       | 岡野俊一郎 | アジア大会         |
| 3.  | 1970年12月12日 | バンコク |            | クメール   | ○1-0       | 岡野俊一郎 | アジア大会         |
| 4.  | 1970年12月17日 | バンコク |            | インド     | ○1-0       | 岡野俊一郎 | アジア大会         |
| 5.  | 1970年12月18日 | バンコク |            | 韓国       | ●1-2(延長) | 岡野俊一郎 | アジア大会         |

### 得点数
| # | 年月日         | 開催地         | 対戦国         | スコア | 結果 | 試合概要       |
| - | -------------- | -------------- | -------------- | ------ | ---- | -------------- |
| 1 | 1970年12月12日 | タイ、バンコク | クメール共和国 | 1-0    | 勝利 | アジア競技大会 |

## 指導歴
- ?-?近畿大学：監督

## 脚註
1. 1 2  「湯口栄蔵氏死去」 朝日新聞、2003年2月7日、2014年7月31日閲覧
2. 1 2  “湯口　栄蔵”. サッカー日本代表データベース
3. 1 2  “湯口栄蔵氏（メキシコ五輪サッカー代表選手）が死去”. 日刊スポーツ (2003年2月2日). 2012年9月1日閲覧。
4. ↑  当時のサッカーのルールでは監督がテクニカルエリアで選手に指示を出すことが出来なかったからである。その為、監督の作戦変更をピッチ上のイレブンに伝えるための伝令の役割を湯口は与えられていた。釜本邦茂は入ってきた湯口から『（監督が）勝つな言うてまっせ。』という関西弁の伝言を聞いている。